# Lidia Ginzburg
Lidia Jakowlewna Ginzburg (ros. Лидия Яковлевна Гинзбург) (ur. 18 marca 1902 w Odessie, zm. 15 lipca 1990 w Leningradzie) – rosyjska historyk  i teoretyk literatury, prozaiczka.

## Życiorys
Urodziła się 18 marca 1902 w Odessie. Jej ojciec był uważany za specjalistę w dziedzinie bakteriologii, a jej brat Wictor (pseud. Wiktor Tipot) został później znanym dramaturgiem i twórcą musicali. Po śmierci ojca w grudniu 1909 zamieszkała u wuja, inżyniera chemika Marka Ginzburga, który zajął się jej wychowaniem. 
W 1920 ukończyła szkołę średnią. W tym samym czasie brat zaangażował ją do pracy w stworzonym przez siebie teatrze miniatur KROT. Kariera aktorska nie urzekła jej i w 1922 przeniosła się do Piotrogrodu, gdzie wstąpiła na wydział ustny Wyższych Państwowych Kursów Historii Sztuki w Instytucie Historii Sztuki, które ukończyła w 1926. Była uczennicą m.in. Jurija Tynianowa i Borisa Eichenbauma. 
Od 1935 była członkiem Związku Pisarzy ZSRR. W 1940 roku na Uniwersytecie Leningradzkim obroniła pracę doktorską poświęconą twórczości Michaiła Lermontowa.
W czasie II wojny światowej przeżyła blokadę Leningradu, w 1942 straciła matkę, która zmarła na dystrofię.
Po wojnie władze sowieckie traktowały ją jako nieprawomyślną, w związku z czym nie mogła dostać pracy na Leningradzkim Uniwersytecie Państwowym. W latach 1947–1950 kursowała między Leningradem a Pietrozawodskiem, gdzie była adiunktem na Wydziale Literatury na Uniwersytecie Karelo-Fińskim. Dopiero pod koniec życia zyskała oficjalne uznanie władz. W 1988 została laureatką Nagrody Państwowej ZSRR. Była publikowana nie tylko w kraju, ale także na Zachodzie. Zmarła 17 lipca 1990.

## Twórczość
W 1932 napisała powieść detektywistyczną dla młodzieży Agencja Pinkertona (ros. "Агентство Пинкертона").
W swoich pracach literaturoznawczych zrezygnowała z opozycji między badaniami strukturalnymi i historycznymi, zwracając się ku historyzmowi rozumianemu w sposób nowatorski jako zainteresowanie wzajemnym stosunkiem pomiędzy historycznym badaniem literatury (na tle uwarunkowań i związków z życiem społecznym) i analizą struktury utworu.
Swoją autorefleksję pisarską przedstawiła w formie prozy eseistycznej wydanej jako Człowiek za biurkiem (ros. "Человек за письменным столом", 1989).

## Odznaczenia
W czerwcu 1943 została odznaczona Medalem „Za obronę Leningradu”, a w otrzymała 1988 Nagrodę Państwową ZSRR.